# Eusebio Blasco
Eusebio Blasco, född 1844 i Zaragoza, död 1903 i Madrid, var en spansk skald, dramatiker och journalist.
Blasco beklädde åtskilliga civila ämbeten, men ägnade sig sedan uteslutande åt litteraturen. Han vistades länge i Paris, dels som medredaktör för "Le Figaro", dels som korrespondent till "La Epoca". Av hans arbeten för teatern, uppgående till ett sextiotal, övervägande komedier, utmärkta för skärpa och kvickhet, kan nämnas: La mujer de Ulises, Un joven audaz, El vecino de enfrente, El joven Telemaco (1865), Jugar el escondite (1874), La rosa Amarilla (samma år), El Baston y el Sombrero, Juan Garcia, Las niñas del entresuelo, Soledad (1878), Buena, Bonita y Barata, Moros en la costa (1879), Si yo tuviera dinero (samma år). Flaquezas humanas, Malas costumbres och Mis devociones är samlingar av korta berättelser, Mis contemporaneos, Recuerdos och Bocetos biograficos uppsatser i litteratur och konst. I Poemas festivas och Corazonadas är hans lyriska stycken samlade.